# 布魯赫巴赫河 (哈格拉本河支流)
50°1′17.05″N 9°3′49.95″E / 50.0214028°N 9.0638750°E

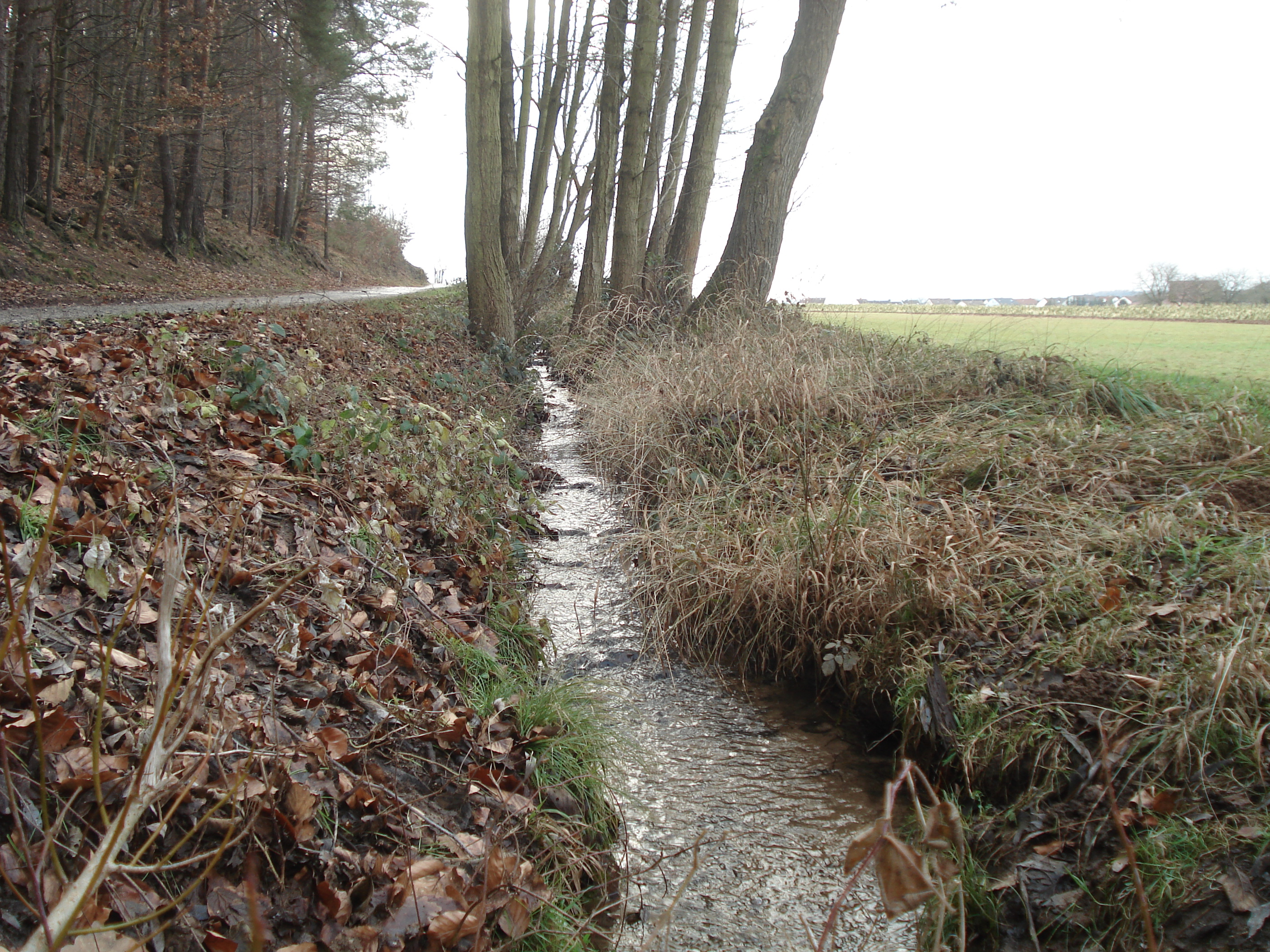

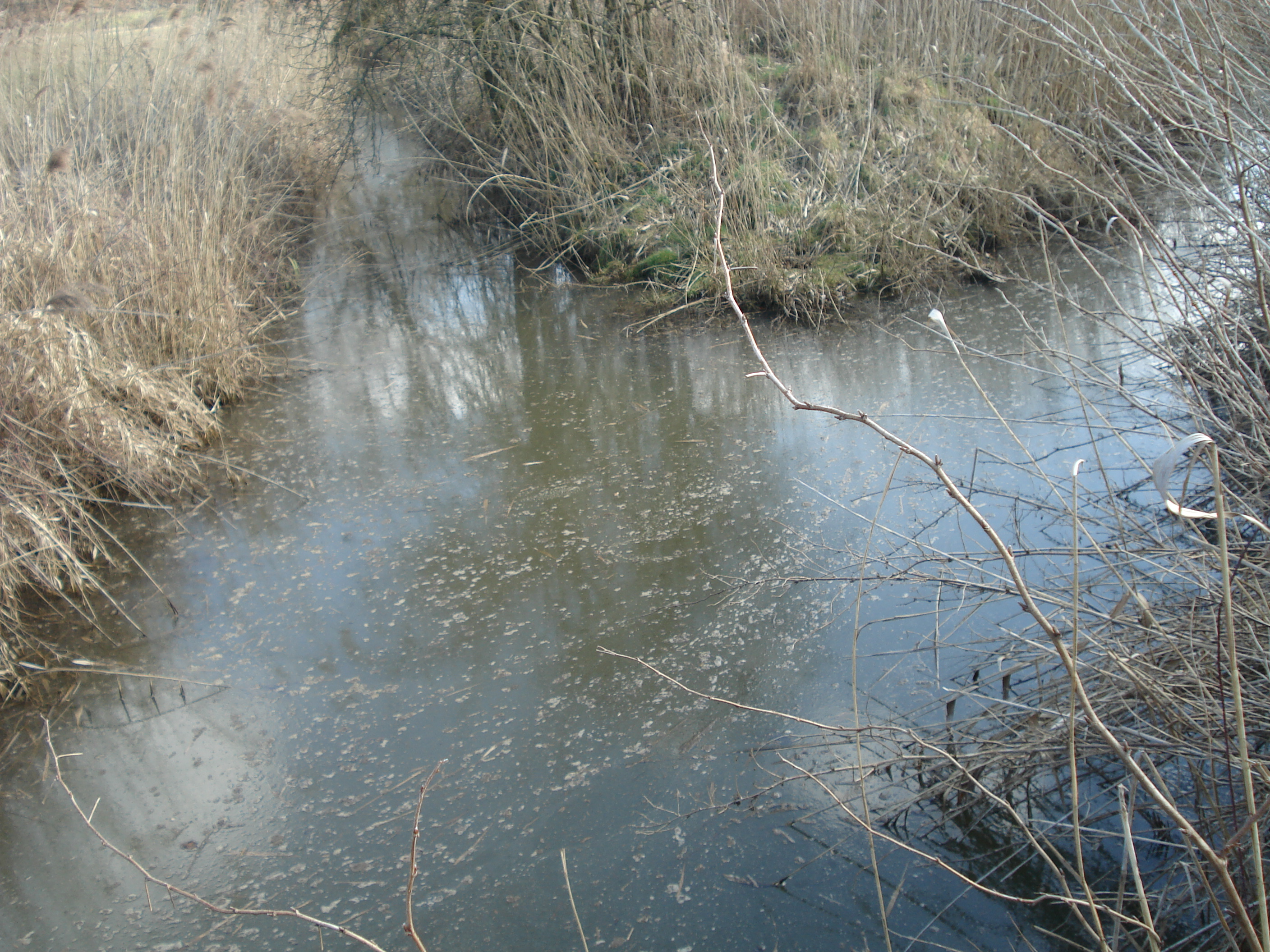

布魯赫巴赫河（德語：Bruchbach），是德國的河流，位於該國東南部，由巴伐利亞負責管轄，屬於哈格拉本河的右支流，河道全長1.3公里，流域面積2.4平方公里。